# 云鹤镇
云鹤镇是中国云南省大理白族自治州鹤庆县下辖的一个镇。

## 行政区划
辛屯镇下辖以下地区：
东升社区、仓河社区、菜园村、秀邑村和新生邑村。